# Karnemelkse bloempap
Karnemelkse bloempap, ook wel kortweg bloempap genoemd, is een oud-Nederlandse pap die gemaakt is van karnemelk en bloem. 
De bloem moet in de kokende karnemelk worden verhit, want anders wordt deze niet gaar, onder toevoeging van wat zout om een al te flauwe smaak tegen te gaan. De pap wordt traditioneel warm gegeten met stroop of met bruine of witte suiker.
In Noord-Nederland wordt karnemelkse pap zoepenbrij genoemd (zoepen = karnemelk, brij = pap). De kerkklok die het middaguur aangeeft en dus de tijd voor het middagmaal wordt dan ook wel de zoepenbrijklok genoemd.